# Meadow Bridge
Meadow Bridge – miasto w Stanach Zjednoczonych, w stanie Wirginia Zachodnia, w hrabstwie Fayette.